# Káosztechnika

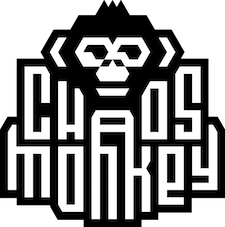
A Netflix által használt Chaos Monkey logó

A káosztechnika a gyártási szoftverrendszerekkel kísérletezik. Célja a bizalom növelése úgy, hogy a rendszer képes ellenállni a turbulenciának és a váratlan helyzeteknek.
A szoftverfejlesztés során jellemzően követelményként meghatározzák, hogy egy adott szoftverrendszer képes-e elviselni a hibákat, miközben biztosítja a szolgáltatás megfelelő minőségét - gyakran rugalmasságként hivatkozva arra. Azonban olyan tényezők miatt, mint a rövid határidők vagy a terület ismeretének hiánya, a fejlesztő csapatok gyakran nem teljesítik ezt a követelményt. A káosztechnika olyan technológia, amely megfelel a rugalmas igényeknek.
A káosztechnikával a rugalmasságot a következő területeken lehet elérni:
- Infrastrukturális hibák
- Hálózati hibák
- Alkalmazáshibák

## Történelem
Miközben 2011-ben felügyelte a Netflix felhőbe történő migrációt,   Greg Orzellnek az az ötlete támadt, hogy orvosolja a megfelelő rugalmasság-tesztelés hiányát egy olyan eszköz létrehozásával, amely meghibásodásokat okozhat a termelési környezetben, a Netflix ügyfelek által használt környezetben.  A cél az, hogy a nem kudarcot feltételező fejlesztési modellről egy olyan modellre váltsunk, ahol a kudarcokat elkerülhetetlennek tartják, és ez arra késztesse a fejlesztőket, hogy a beépített rugalmasságot inkább kötelezettségként, mint lehetőségként kezeljék:
"A Netflixnél a szabadság és a felelősség kultúrája megakadályozza, hogy arra kényszerítsük a mérnököket, hogy sajátos módon tervezzék meg kódjukat. Ehelyett azt tapasztaltuk, hogy a szerver semlegesítése által okozott problémákat elkülönítve és a végletekig kitolva igazíthatjuk csapatunkat az infrastruktúra rugalmasságának koncepciójához. Létrehoztuk a Chaos Monkey programot, amely véletlenszerűen kiválaszt egy szervert, és a szokásos aktív ideje alatt letiltja azt. Vannak, akik szerint ez őrültség, de nem támaszkodhatunk véletlenszerű eseményekre, hogy teszteljük viselkedésünket az esemény következményeivel szemben. Tudva, hogy ez gyakran előfordul, a mérnökök erős szövetségeket hoztak létre redundancia és folyamat-automatizálás létrehozása érdekében, hogy túléljék az ilyen eseményeket anélkül, hogy a Netflix-felhasználók millióit érintenék. A Chaos Monkey az egyik leghatékonyabb eszköz a szolgáltatás minőségének javítására. " 
A szoftveres szolgáltatások véletlenszerű példányainak időszakos "megölésével" redundáns architektúrákat lehet tesztelni annak igazolására, hogy a szerverhibák nem befolyásolják-e jelentősen az ügyfeleket.
A káosztechnika koncepciója közel áll a Phoenix Szerverekhez, amelyet Martin Fowler vezetett be először 2012-ben. 

## Perturbációs modellek

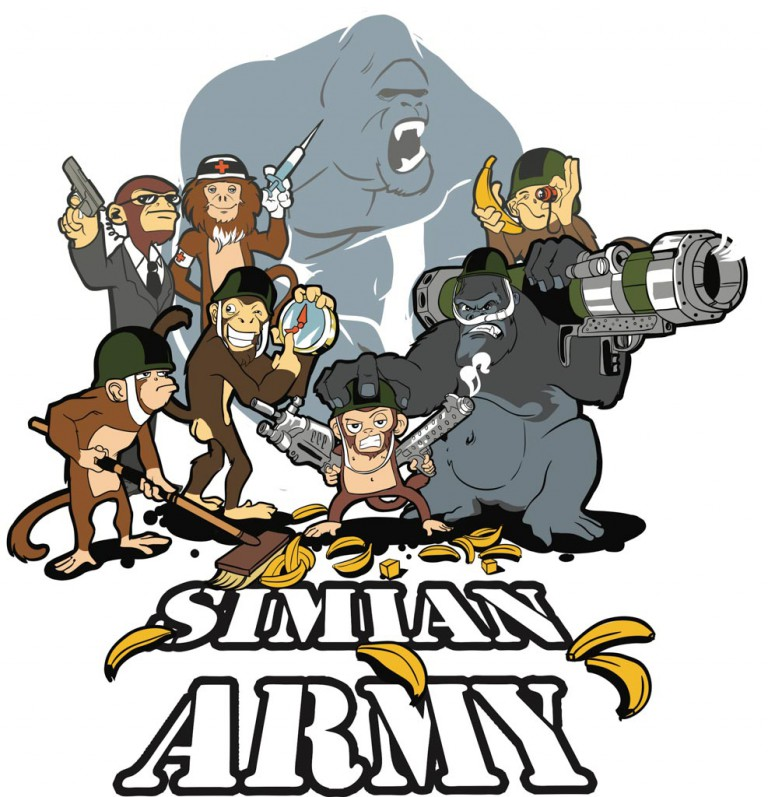
Simian Army logó a Netflix-től

A Simian Army egy olyan eszközkészlet, amelyet a Netflix fejlesztett ki az Amazon Web Services infrastruktúrájának megbízhatóságának, biztonságának vagy rugalmasságának tesztelésére, beleértve a következő eszközöket: 

### Chaos Monkey
A Chaos Monkey egy olyan eszköz, amelyet a Netflix talált ki 2011-ben, hogy tesztelje informatikai infrastruktúrájának rugalmasságát. Úgy működik, hogy szándékosan letiltja a számítógépeket a Netflix termelési hálózatban, azért, hogy tesztelje, hogyan reagálnak a fennmaradó rendszerek a megszakításokra. A Chaos Monkey immár egy nagyobb, Simian Army nevű eszközkészlet része, amelynek célja a különféle rendszerhibákra és élhelyzetekre adott válaszok szimulálása és tesztelése.
A Chaos Monkey mögött álló kódot a Netflix 2012-ben adta ki Apache 2.0 licenc alatt.  

A név "Chaos Monkey" a könyvben Chaos Monkeys című könyvben van elmagyarázva, amelyet Antonio Garcia Martinez publikált: 
"Képzelje el, hogy egy majom belép egy adatközpontba. Ezeknek a szervereknek a „farmja” az online tevékenységeink összes kulcsfontosságú funkcióját ellátja. A majom véletlenszerűen leválasztja a kábeleket, tönkreteszi a berendezéseket, és mindent visszaad, ami elhalad [ürülékeket dobál]. Az informatikai vezetők számára az a felelős információs rendszerek megtervezése, hogy együtt tudjanak működni ezekkel a majmokkal. Senki sem tudja, mikor érkeznek és mit pusztítanak el. "

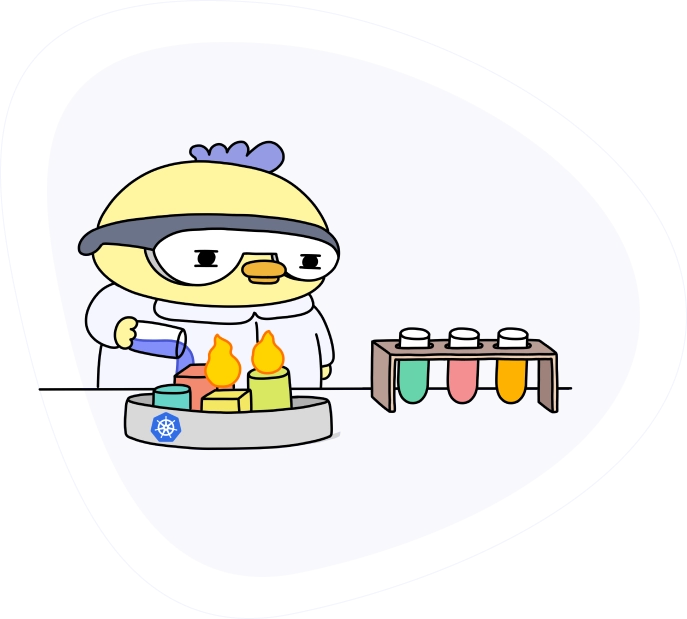
A LitmusChaos Bird a káosztechnika kurálja Kubernetes rendszereken

A LitmusChaos a felhő-natív káosztervezés eszközkészlete. A Litmus olyan eszközöket kínál a káosz összehangolásához a Kubernetesen, amelyek segítenek az SRE-t megtalálni a telepítés gyengeségeit. Az SRE a Litmus segítségével kezdetben káoszkísérleteket futtat egy szakaszos környezetben, végül hibákat és sebezhetőségeket talál a termelésben. A gyengeségek kijavítása növelheti a rendszer rugalmasságát.
A LitmusChaos a CNCF Projektek része, amely az Apache 2 alatt lett licenszelve és létfontosságú volt a következő generációs Chaos Engineering sztori vezetésében, mivel lehetővé teszi a Chaos munkafolyamatának a nulláról percek alatt történő ütemezését tanulási görbe használata nélkül. A káosztechnika útjának kezdete Litmusé egymás mellett halad előre:
- Nyílt forráskód: Rugalmasságot, mozgékonyságot és közösségi támogatást nyújt.
- Lényegében deklaratív: A káosz kezeléséhez a Litmus káosz CRD-ket biztosít, a káosz menedzseléséhez. A káosz API használatával deklaratív módon befejezheti az hangszerelést, az ütemezést és az összetett munkafolyamat-kezelést.
- A káoszkísérleteket bármikor elérhetővé teheti: a legtöbb általános káoszkísérlet bármikor felhasználható az eredeti káosztechnikai igények kielégítéséhez.
- A Litmus SDK segítségével gyorsan létrehozhat egy alapvető kísérleti struktúrát, amely saját zavart okozhat. A Kubernetes fejlesztőknek és az SRE-nek káosz logikát kell hozzáadniuk az új kísérletek létrehozásához. [12]

### Káosz Kong
A Simian hadsereg hierarchiájának csúcsán Chaos Kong egy teljes AWS "régiót" helyezett el. Bár ritka, a teljes terület vesztesége bekövetkezhet. A Káosz Kong szimulálja a rendszer válaszát és az ilyen események helyreállítását.

### Káosz Gorilla
A Káosz Gorilla egy teljes "Amazon" "elérhetőségi zónát" (egy vagy több földrajzi régiót kiszolgáló teljes adatközpontot) dob le. 

### Késleltetési majom
Bevezeti a kommunikációs késleltetést a hálózat meghibásodásának vagy megszakadásának szimulálásához.

### Majom doktor
Elvégzi az állapotellenőrzéseket, úgy, hogy monitorozza a  metrikák teljesítményét (például CPU töltés), azért, hogy észre vegye az egészségtelen példányokat, a gyökér okok analizálásért és végül kijavítsa vagy lekapcsolja ezeket. 

### Portás majom
A felesleges erőforrások azonosítása és ártalmatlanítása a pazarlás és az összetévesztés elkerülése érdekében.

### Megfelelőségi majom
Olyan eszköz, amely meghatározza, hogy egy példány minősítés nélküli-e, amelyet szabályokkal tesztel. Ha bármely szabály megállapítja, hogy a példány nem felel meg, a majom e-mail értesítést küld a példány tulajdonosának.

### Biztonsági majom
A Megfelelőségi Majomból származik, amely ismert sérülékenységű vagy helytelen konfigurációjú példányok keresésére és letiltására szolgál. 

### 10-18 Majom
A különböző földrajzi régiókban működő ügyfeleket kiszolgáló szoftverek lokalizációs és nemzetközivé válási problémáinak (röviden „l10n” és „i18n”) felderítésére használt eszköz

### Byte-Majom
Egy kis Java könyvtár a JVM-alkalmazások hibakörülményeinek teszteléséhez. Szándékosan vezet be hibákat, például kivételeket és késéseket az alkalmazáskód menet közbeni észlelésével. 

### Káoszgép
A CKáoszgép az alkalmazás szintű káosztervezés eszköze a JVM-ben. Összpontosít az alkalmazásban részt vevő minden egyes próbálkozási blokk hibakezelési képességeinek elemzésére, kivételek beillesztésével.

### Dokkoló Káosztechnika Platform
Káosztechnikai platform, a Microsoft Azure platformra és az Azure DevOps szolgáltatásokra összpontosít és azokat használja fel. A felhasználók az infrastruktúra, a platform és az alkalmazás szintjén adhatnak fel hibákat. 

### Gonosz szellem
Az internet megbízhatóságának javítására szolgáló "szolgáltatási hiva" platform. Úgy működik, hogy a mérnököknek egy teljesen menedzselhető megoldást kínálnak, hogy biztonságosan kísérletezhessenek az összetett rendszereken, ezáltal a kudarcokat rugalmassággá alakítva a gyengeségek azonosítása érdekében, mielőtt azok az ügyfelekhez eljutnak és bevételkiesést okoznának.

### Facebook Vihar
Az adatközpont elvesztésére való felkészülés érdekében a Facebook rendszeresen teszteli infrastruktúrájának ellenállását a szélsőséges eseményekkel szemben. Ezt a programot Vihar projektnek hívják, és szimulálni tudja a nagyméretű adatközpont-hibákat. 

### Káosz napok
Az AWS GameDays ihlette alkalmazásának rugalmasságának tesztelése érdekében a Káosz Napok megtartását, amelyben a Voyages-sncf.com csapata részt vett. 30 percenként az üzemeltetők hibákat szimuláltak. A csapatok észlelések, diagnózisok és megoldások alapján szereztek pontokat. Ez a fajta gamifikációs esemény segít megismertetni a fejlesztő csapatokat az ellenálló képesség koncepciójával. 
A 2017-es DevOps REX konferencián bemutatott koncepciókat a http://days-of-chaos.com weboldalon mutatták be más kísérletek gyűjtésének céljából.

### ChaoSlingr
A ChaoSlingr az első nyílt forráskódú alkalmazás, amely a káosztervezést alkalmazza a hálózat biztonsága érdekében. A ChaoSlingr főként az AWS infrastruktúra biztonsági kísérleteire összpontosít, hogy proaktív módon felfedezze a rendszer biztonsági gyengeségeit a komplex elosztott rendszerkörnyezetekben. A GitHub-on, 2017 szeptemberében jelent meg.

### Káosz eszköztár
A Káosz eszköztár azért született, hogy egyszerűsítse a káosztechnika tudományághoz való hozzáférését, és bebizonyítsa, hogy a kísérleti módszerek különböző szinteken végezhetők: infrastruktúra, platform és alkalmazások. A Káosz eszköztár egy nyílt forráskódú eszköz, amely az Apache 2 alatt licencelt, és 2017 októberében jelent meg.

### Mangle
A Mangle  lehetővé teszi, hogy zökkenőmentesen futtasson káosz technikai kísérleteket az alkalmazás és az infrastruktúra összetevőin, hogy értékelje a rugalmasságot és a hibatűrést. Úgy tervezték, hogy nagyon kevés előkonfigurációval hozza létre a hibákat, és minden infrastruktúráját támogatja, beleértve a K8S-t, a Docker-t, a vCentert vagy bármely távoli gépet, ahol az ssh engedélyezve van. Erőteljes plug-in modelljével meghatározhat egy tetszőleges egyedi hibát egy sablon alapján, és futtathatja azt anélkül, hogy a nulláról kellene elkészítenie a kódot.

### Káoszháló
A Káoszháló egy nyílt forráskódú felhő natív Káosztechnikai platform, amelyet káoszkísérletekhez használnak Kubernetes környezetben. Támogatja az átfogó hibaszimulációt, beleértve a Pod hibát, a tároló hibát, a hálózati hibát, a rendszerhibát, a rendszeridő meghibásodását és a rendszermag meghibásodását.
A Káoszháló Apache 2 licenc alatt jelent meg 2019 decemberében, és 2020 júliusában Cloud Native Computing Foundation (CNCF) homokozó projektje lett.

## Lásd még
- Hibatűrés
- Hibatűrő számítógépes rendszer
- Adatredundancia
- Hiba észlelése és kijavítása
- Esik vissza és előre
- Rugalmasság (hálózat)
- Robusztusság (informatika)